# Fred Kavli
 (janvier 2014).

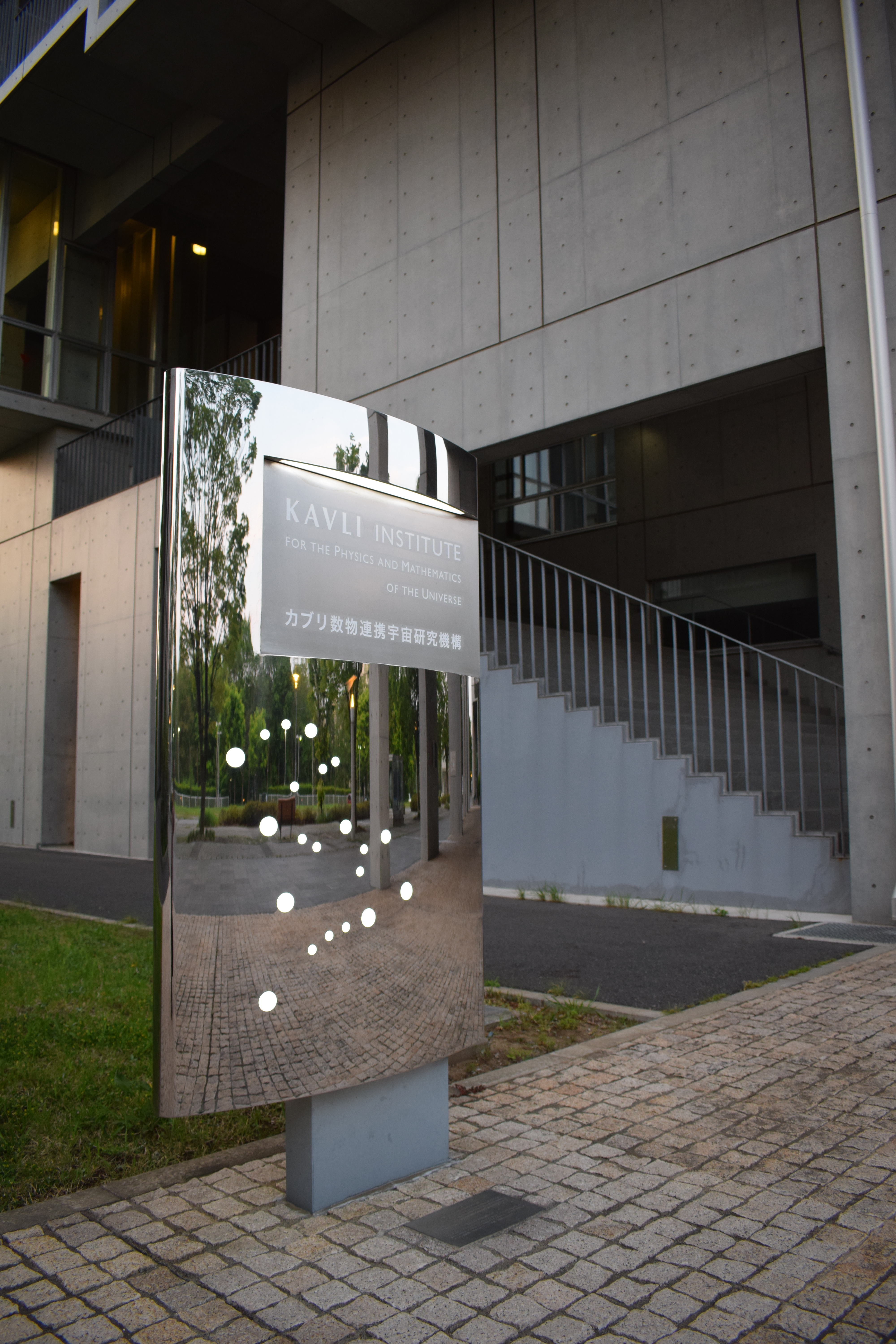

Fred Kavli, né le 20 août 1927 à Eresfjord en Norvège et mort le 21 novembre 2013 (86 ans) à Santa Barbara en Californie aux États-Unis, est un chef d'entreprise, innovateur et philanthrope fondateur de la Fondation Kavli et l'Institut Kavli.
Il est né dans une petite ferme dans Eresfjord en Norvège. Il a fondé la Société Kavlico rachetée par Schneider Electric en mars 2004, située à Moorpark, Californie. Sous sa direction, la société est devenue l'un des plus grands fournisseurs au monde de capteurs pour l'aéronautique, le secteur automobile, et en particuliers pour tous les industriels fournissant General Electric et la Ford Motor Company.
En 2000, il a créé la Fondation Kavli pour faire avancer la science pour le bien de l'humanité et pour promouvoir la compréhension et le soutien public pour les scientifiques et leur travail. La mission de la Fondation est mis en œuvre à travers un programme international d'instituts de recherche, chaires, et des colloques dans les domaines de l'astrophysique, nanosciences, neurosciences et la physique théorique. La fondation décerne le prix Kavli en astrophysique, nanosciences et des neurosciences.
Il a été présenté dans les médias grand public principalement pour ses efforts philanthropiques.

## Récompenses de Fred Kavli
- Ordre royal de Norvège du mérite, Grand Officier.
- Académie norvégienne des sciences technologiques

## Citation de Fred Kavli
La curiosité de l'être humain est ce qui nous a amenés là où nous sommes aujourd'hui, et j'ai entière confiance qu'il nous emmènera là où nous devons être à l'avenir.